# Dumortierita
La dumortierita es un mineral nesosilicato fibroso de coloración variable de aluminio boro-silicato, Al7BO3(SiO4)3O3.

## Hábito
La dumortierita cristaliza en el sistema ortorrómbico en general formando agregados fibrosos de cristales prismáticos alargados. Los cristales son vidriosos y su color varia del marrón, azul, y verde a los más raros violeta y rosado. La substitución del hierro y otros elementos tri-valentes por aluminio es lo que produce las variaciones de color. Su dureza Mohs es 7 y su densidad específica es 3.3 a 3.4. Los cristales presentan pleocroismo del rojo al azul al violeta. El cuarzo dumortierita es cuarzo de coloración azul que contiene abundantes inclusiones de dumortierita.

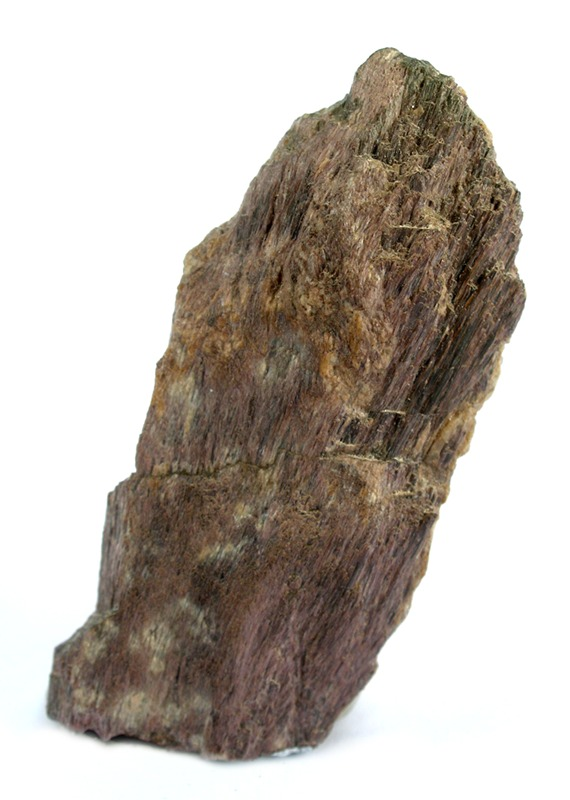
Dumortierita de Condado de Alpine, California, EE. UU., posiblemente pseudomórfico de turmalina (tamaño: 5.7 x 2.7 x 1.1 cm).

## Formación y yacimientos
La dumortierita fue descripta por primera vez en 1881 a partir de una veta en Chaponost, en el departamento del Rhône en Francia y fue designada en honor al paleontólogo Eugène Dumortier (1803-1873). Típicamente se manifiesta en rocas metamórficas regionales de alta temperatura y ricas en aluminio, aquellas que resultan de metamorfismos de contacto y también en pegmatitas ricas en boro. La investigación más amplia de dumortierita fue realizada por Fuchs et al. (2005), en la unidad Gfohl metamórfica de alto grado en Austria.
Existen yacimientos de dumortierita en Austria, Brasil, Canadá, Francia, Italia, Madagascar, Namibia, Nevada, Noruega, Polonia, Rusia y Sri Lanka.

## Utilización
Es utilizada en la fabricación de porcelanas de alto grado. A veces es confundida con la sodalita y ha sido utilizada como imitación de lapis lazuli.